# Sapore di sale/La nostra casa
 Sapore di sale/La nostra casa è un singolo di Gino Paoli, pubblicato e distribuito nel 1963 dalla RCA Italiana.
Il disco, pubblicato su etichetta RCA Italiana, raggiunse il primo posto delle classifiche in Italia nell'agosto del 1963.

## Descrizione
Sapore di sale rappresenta non solo il maggiore successo di Gino Paoli, ma anche uno degli evergreen della musica italiana. Il brano partecipò anche al Cantagiro 1963.
Nella registrazione del disco l'orchestra era diretta da Ennio Morricone che ne ha curato l'arrangiamento. 
La nostra casa è la cover di un brano inciso da Riccardo Del Turco e composto da Flavio Carraresi e Sergio Bardotti. L'orchestra era diretta da Luis Bacalov

## Tracce
LATO A
1. Sapore di sale (feat. Gato Barbieri (sassofono)[4][2]) (Gino Paoli; edizioni musicali RCA)

LATO B
1. La nostra casa (feat. I Cantori Moderni di Alessandroni (cori)) (testo: Sergio Bardotti – musica: Flavio Carraresi; edizioni musicali RCA)

## Classifiche
| Paese  | Posizione massima | Nr. di settimane |
| ------ | ----------------- | ---------------- |
| Italia | 1                 |                  |